# Serious Sam II
Serious Sam II (ou Serious Sam 2) é um videogame de tiro em primeira-pessoa lançado para PC e Xbox, sendo a sequência do jogo para computador de 2002 Serious Sam: The Second Encounter. Foi criado e desenvolvido pela Croteam e lançado em 11 de outubro de 2005. O jogo foi inicialmente distribuído pela 2K Games, uma subsidiária da Take-Two Interactive. Mais tarde, o jogo foi disponibilizado no Steam em 31 de janeiro de 2012. Enquanto que o jogo tenha sido originalmente lançado somente para Windows e Xbox, uma versão para Linux do jogo e de seu editor, Serious Editor 2, foi também lançado mais tarde.
No modo história com um jogador, o jogador assume o papel do herói Sam "Serious" Stone em seu combate contra as forças do notório líder extraterrestre "Mental", que almeja destruir a humanidade. Ocorrendo após os eventos de Serious Sam: The Second Encounter, Sa, viaja por diversos mundos coletando partes de um medalhão para conseguir derrotar Mental. Ele é guiado pelo "Grande Conselho Sirian" e recebe auxílio esporádico dos nativos dos mundos que ele visita. O modo multiplayer inclui um modo de história cooperativo e um modo deathmatch, este último tendo sido introduzido com um patch subsequente.
Uma nota de 4,5/5,0 foi dada a Serious Sam II pela Computer Gaming World, apesar de, em geral, o jogo ter recebido comentários razoáveis pela mídia, o que lhe proporcionou uma nota média de 75% na Game Rankings.

## Desenvolvimento
A Croteam desenvolveu o "Serious Engine 2", sucessor do seu game engine anterior ("Serious Engine"), para usar neste jogo, com suporte a diversas características de outros engines avançados da época como HDRR e bloom. O engine dá suporte a integração com Xfire e GameSpy Arcade para o matchmaking no modo multiplayer. Serious Sam II é o único jogo da série até agora que usou o engine proprietário, apesar de o Serious Engine  II estar disponível para uso de licenciamento.

## Sequência
O desenvolvimento de uma sequência, intitulada Serious Sam 3: BFE, foi anunciado pela Croteam em maio de 2007, em diversas publicações referentes à área, como a revista Eurogamer. Foi revelado que o jogo usaria o engine atualizado "Serious Engine 3.5", engine que antes fora utilizado somente por Serious Sam HD: First Encounter e Serious Sam HD: Second Encounter. O diretor executivo da Croteam, Roman Ribaric, afirmou que o lançamento do título estava agendado para 2010. O jogo foi somente lançado mais tarde, em 22 de novembro de 2011.